# Giovanni Battista Ciceri
Giovanni Battista Ciceri (* im 17. Jahrhundert in Pescia; † 28. Oktober 1715 in Florenz) war ein italienischer Maler und Dekorateur, der während des Barock vor allem in Florenz tätig war und sich auf Quadraturmalerei und Stuckdekorationen spezialisierte.

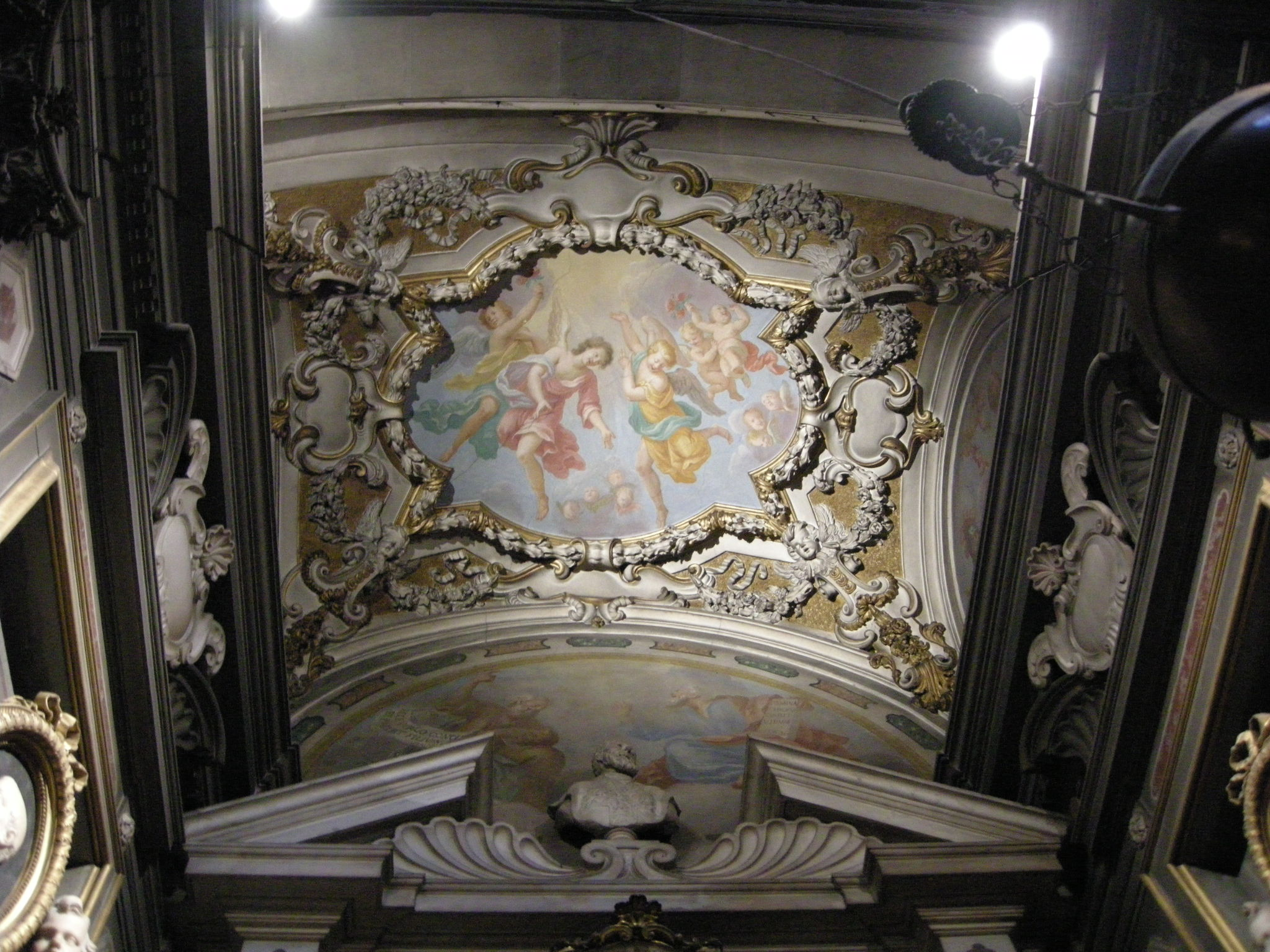
Cappella Tornaquinci, Stuckarbeiten, (Engel von Filippo Maria Galletti)

## Leben
Giovanni Battista Ciceri wurde in der zweiten Hälfte des 17. Jahrhunderts in Pescia, Provinz Pistoia, geboren. Sein genaues Geburtsdatum ist ebenso wenig bekannt wie seine Ausbildung. Zwischen 1691 und 1716 war er hauptsächlich in Florenz tätig. Wahrscheinlich war er Schüler von Giovanni Battista Foggini, nach dessen Modell er 1691 bis 1693 im Auftrag der Familie Feroni die Stuckarbeiten in der Kapelle San Giuseppe der Santissima Annunziata in Florenz ausführte.
Im Jahr 1694 wurde er an der Accademia delle Arti del Disegno als Bildhauer eingeschrieben, der „Stuckfiguren bearbeitet“.
Er war der Bruder von Bernardino Ciceri, mit dem er zusammen das Hochaltarbild in Sant’Agata zu Pavia und ein Altarbild mit der Erscheinung der Madonna vor dem Hl. Andreas Corsini in der Chiesa del Carmine ausführte.
Wahrscheinlich ist er identisch mit dem „stuccatore Ciscri“, von dem die Stuckputten an den Fenstern der Kirche Santa Maria degli Angeli, in Pistoia stammen. Möglicherweise kann er auch mit dem „plasticatare Cicori“ identifiziert werden, von dem die Stuckdekoration der Cappella del Cenobio di Pontignano zu Siena und eine Madonna in der Kapelle der Villa Bianchi in Geggiano (bei Siena) stammen.
Von Ciceri stammen Putten aus Gips, welche sich in verschiedenen Kirchen in Florenz befinden (San Francesco, Confraternità della Misericordia, Chor des Domes). Gemeinsam mit den Malern Pier Dandini, Nicolo Nannetti und Rinaldo Botti arbeitete er um 1702 an den Dekorationen der Villa Bellavista der Feroni in Borgo a Buggiano (vollendet 1723). Von Ciceri stammen im Alkoven der zuletzt gebauten Zimmer Paris und Venus, Venus und Adonis, Diana und Endymion.
Auch im Umland befinden sich zahlreiche Werke, darunter in der Torrigiani-Kapelle in Santa Verdiana in Castelfiorentino, sein letztes dokumentiertes Werk, für das seine Witwe 1716 eine Vergütung erhielt.